# Jitian, Guangdong
Jitian (kinesiska: 吉田) är en köping i sydöstra Kina. Den ligger i Lianshan härad i staden Qingyuan i provinsen Guangdong, omkring 200 kilometer nordväst om provinshuvudstaden Guangzhou. Antalet invånare är 27 689. Befolkningen består av 13 478 kvinnor och 14 211 män. Barn under 15 år utgör 18,0 %, vuxna 15-64 år 72 %, och äldre över 65 år 9,0 %.